# Rart at være ren
|  | Denne artikel er oprettet af botten PalnaBot ud fra en ekstern database. Den kan derfor have sproglige fejl eller mangler. Denne skabelon kan fjernes efter kontrol af indholdet. |

Rart at være ren er en dokumentarfilm instrueret af Ib Dam efter manuskript af Henning Nystad.

## Handling
Huden er menneskets naturlige panser; den kan tage imod temmelig kraftige stød og slag uden at gå itu, og den virker som varmeregulator. Men sved og snavs hæmmer funktionerne og er grobund for bakterier. Derfor må huden renses og plejes. Også af hensyn til samværet med andre må man holde sig ren, og i hvert fald må hoved, hals, armhuler, hænder, skridt og fødder daglig have en omgang med vand og sæbe, og undertøjet må skiftes tit. Har man ikke baderum, hvor man bor, bør man gå på badeanstalt en gang om ugen. Det er ulejligheden værd, for det er rart at være ren; det giver en følelse af velvære og sikkerhed.